# D.J. Fontana
Pour les articles homonymes, voir Fontana.
Dominic Joseph Fontana alias D.J. Fontana (né le 15 mars 1931 à Shreveport (Louisiane) et mort le 13 juin 2018 à Nashville (Tennessee)) est un musicien américain connu comme étant le premier batteur d'Elvis Presley.

## Biographie

### Premier batteur d'Elvis Presley de 1954 à 1968
D.J. Fontana a enregistré plus de 460 chansons avec Elvis Presley. Au début des années 1950, il fut engagé comme batteur par la Louisiana Hayride pour faire une émission de radio le samedi soir. En octobre 1954, il fut engagé par Sam Phillips pour jouer de la batterie au studio Sun Records de Memphis en compagnie d'Elvis, du guitariste Scotty Moore et du bassiste Bill Black qui formaient avant son arrivée le trio The Bluemoon Boys. Ce nouveau groupe partait en tournée avec le groupe vocal The Jordanaires. De 1956 à 1958, ils accompagnèrent Elvis lors des tournages de ses films. Ils apparurent aussi à la télévision américaine à trois occasions lors de l'émission américaine The Ed Sullivan Show (deux fois en 1956 et une fois en 1957).
En 1957, le groupe fera la seule tournée canadienne et la seule tournée en dehors des États-Unis...
- 2 avril : Toronto
- 3 avril : Ottawa
- 31 août : Vancouver

En 1958, Bill Black décida de quitter, mais D.J. Fontana et Scotty Moore continuèrent leur collaboration avec Elvis jusqu'en 1968. C'est cette même année qu'Elvis fit son fameux retour télévisé sur le réseau américain NBC intitulé Elvis '68 Comeback Special. Mais D.J. Fontana et Scotty Moore furent remplacés en 1969 par le TCB Band à l'International Hotel de Las Vegas. Ils auraient désiré poursuivre avec Elvis, mais l'horaire était trop contraignant. D.J. Fontana a revu Elvis pour la dernière fois au milieu des années 1970 lors d'une séance d'enregistrement à Nashville. Cependant, ce ne fut qu'une visite de courtoisie. D.J. et Scotty ont participé à plusieurs conventions en hommage à Elvis au fil des ans. Notamment aux États-Unis, au Canada et en Europe.

### Sa carrière musicale après Elvis
D.J. Fontana a poursuivi sa carrière de batteur et il a collaboré sur de nombreux enregistrements d'artistes de 1968 à aujourd'hui.
En 1983, il publia un livre en image formulaire intitulé D.J. Fontana Remembers Elvis.
En 2002, il participa à l'enregistrement de la chanson That's All Right (Mama) avec Paul McCartney.

### Première prestation dans la ville de Québec en 2008
Le 25 octobre 2008, D.J. Fontana donna une prestation musicale historique, au Centre Jacques Duval de Québec (ville), lors de la convention intitulée The King is callin' Back Again. À cette occasion, il était accompagné du chanteur Carl Brandon (qui personnifiait Elvis) et de son orchestre Remember Elvis. Il joua aussi avec un jeune imitateur québécois nommé Mathieu Nardi devant un auditoire de 400 spectateurs. Il s'agit de l'un des concerts historiques qui ont marqué l'année du 400e anniversaire de la Ville de Québec, après la première visite de Paul McCartney et le spectacle de Céline Dion.

### Décès
D.J. Fontana est décédé dans son sommeil dans la soirée du 13 juin 2018 à l'âge de 87 ans. Il avait des problèmes de santé depuis qu'il s'était fracturé une hanche en 2016. Son fils David a annoncé la nouvelle par sa page Facebook.

## Honneurs et reconnaissances
- 1998 : il a obtenu un prix au Nashville Music Award avec son ami Scotty Moore, dans la catégorie du meilleur album indépendant, pour l'album All the Kings Men. Ils ont aussi été nommés au Grammy Awards pour cet album.
- 2003 : il a été intronisé au Rockabilly Hall of Fame de Nashville à titre de légende vivante du rock 'n' roll.
- 2009 : le 4 avril, il a été intronisé au Rock and Roll Hall of Fame de Cleveland en même temps que le défunt Bill Black.